# Adolfo Quilico
Adolfo Quilico  (* 12. November 1902 in Mailand; † 11. Dezember 1982 ebenda) war ein italienischer Chemiker.

## Leben
Quilico studierte Chemie an der Universität Mailand, wo er Schüler von Angelo Angeli war und 1925 seinen Laurea-Abschluss machte. 1929 habilitierte er sich für allgemeine Chemie und gewann 1936 den Wettbewerb für eine außerordentliche Professur an der Universität Parma. Ein Jahr später ging er an die Universität Florenz, wo er bis 1943 blieb, als er wieder nach Mailand ging, wo er Professor am Polytechnikum war.
Er wurde zunächst bekannt für die Untersuchung von Diazoverbindungen und  der Umsetzung ungesättigter Verbindungen mit Salpetersäure sowie der Untersuchung von Azolen (Pyrrole). 1930 (noch mit Angeli zusammenarbeitend) fand er ein neues Syntheseverfahren für Polypyrrol (Pyrrol-Schwarz) und er bestimmte 1931 die Struktur von Polypyrrol. Außerdem befasste er sich mit Heterocyclen. In Italien gilt er als Begründer der Naturstoffchemie und untersuchte unter anderem Schimmelpilzgifte (Aspergillin) und verschiedene chemische Substanzen von Insekten (in Zusammenarbeit mit dem Entomologen Mario Pavan von der Universität Pavia).
Er war mit Giulio Natta befreundet.
Er war Mitglied der Accademia dei Lincei.
1970 hielt er die Paul-Karrer-Vorlesung über Nitriloxide.
Es gibt eine nach ihm benannte Medaille der italienischen chemischen Gesellschaft.